# Prison à domicile
Pour plus de détails, voir Fiche technique et Distribution.
Prison à domicile est un film français réalisé par Christophe Jacrot et sorti en 1999.

## Synopsis
Un fonctionnaire du ministère de l'Intérieur propose de placer des détenus chez des particuliers pour finir de purger leur peine, compte tenu du surpeuplement des prisons. L'un d'entre-eux finit par poser des problèmes à sa famille d'accueil.

## Fiche technique
- Réalisation : Christophe Jacrot
- Scénario et dialogues : Sarah Lévy
- Production : Baal Films
- Musique : Patrick Abrial
- Image : Paco Wiser
- Montage : Florence Ricard
- Durée : 86 minutes
- Date de sortie : 9 juin 1999

## Distribution
- Jean-Roger Milo : Marcus Stekner
- Ticky Holgado : Jules Klarh
- Hélène Vincent : Norma Klarh
- Marina Tomé : Léonie Koutcharev
- Élie Kakou : Commissaire Charrier
- Philippe Nahon : Le patron du bowling
- Éric Le Roch : Barbarin
- Laurence Bibot : Mme Legouasguen
- Daniel Berlioux : Le maire
- Jacques Pater : Belmas
- Patrick Paroux : Le patron du supermarché
- Michel Scourneau : Jean-Louis, le tagueur
- Patrick Azam